# 金剛寺 (厚木市)

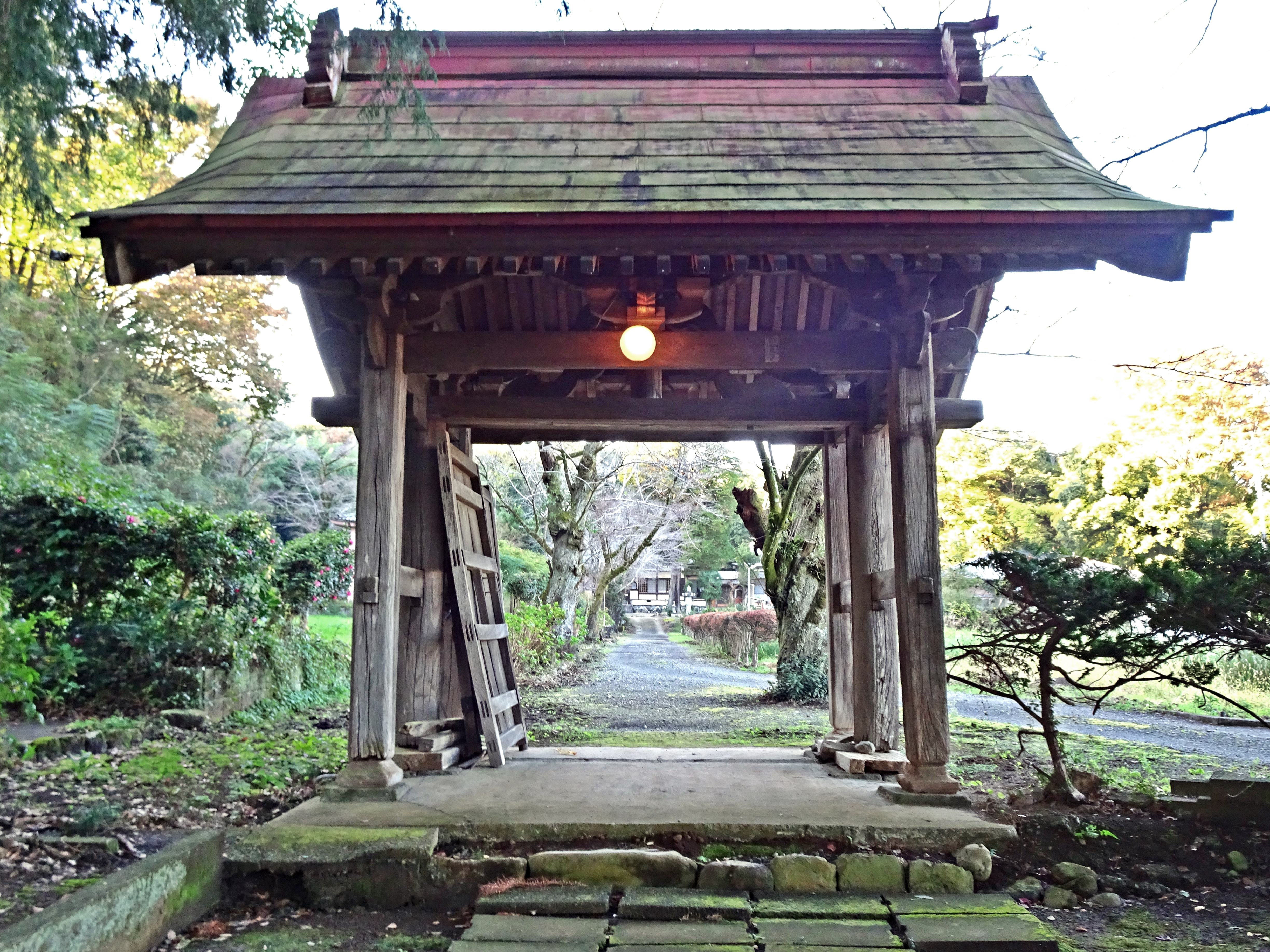
金剛寺山門

金剛寺（こんごうじ）は、神奈川県厚木市にある曹洞宗の寺院。

## 歴史
大同年間（806年 - 810年）、弘法大師空海によって開山された。その後、寺運衰微したが、天文年間に忠州によって中興された。その際に真言宗から曹洞宗に転宗した。
現在の本尊は十一面観音であるが、かつては阿弥陀如来であった。この阿弥陀如来像は国の重要文化財に指定されているもので、台座や光背は江戸期のものであるが、仏像本体は平安時代中期のもので、定朝様の様式である。

## 文化財
- 木造阿弥陀如来坐像（重要文化財 昭和36年6月30日指定）[2]
- 木造地蔵菩薩坐像（神奈川県指定重要文化財 昭和33年6月17日指定）[3]
- 金剛寺の銅製品（厚木市指定有形文化財 平成23年6月15日指定）[4]

## 交通アクセス
- 路線バス飯山観音前停留所より徒歩3分。